# Assises d'Héritage

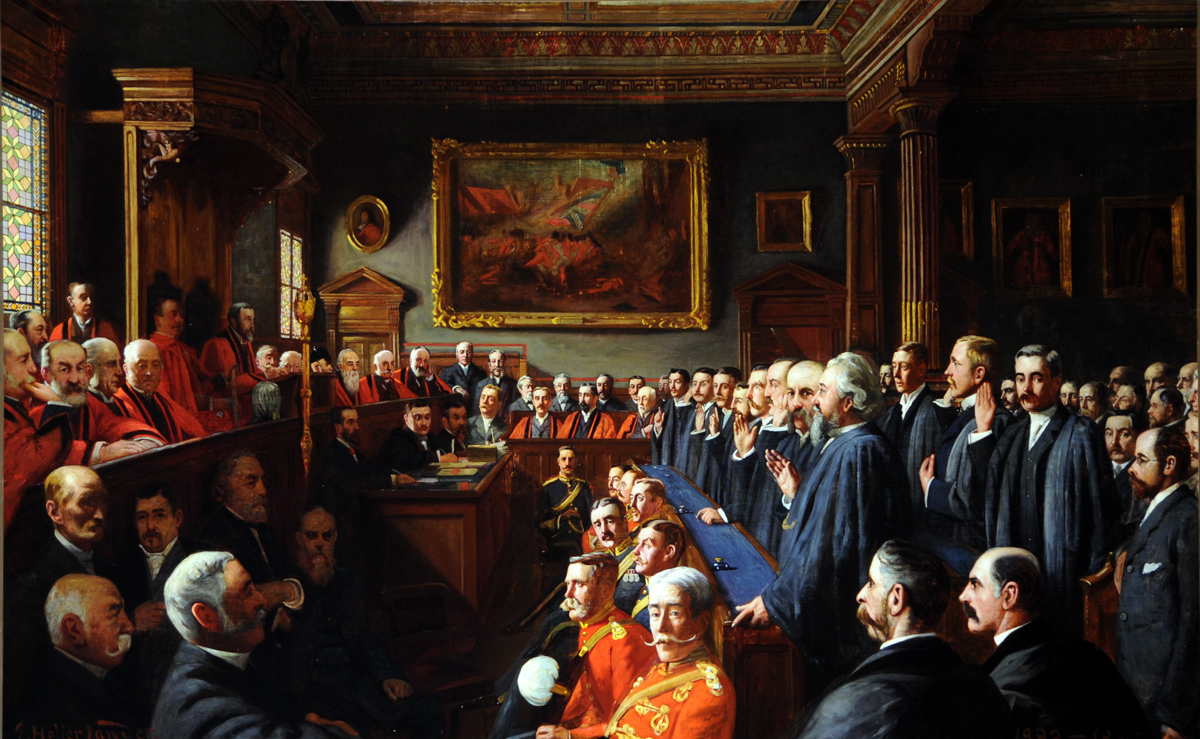
La séance solennelle des "Assises d'Héritage" à Jersey peint par John Saint-Hélier Lander.

Les Assises d'Héritage sont les séances solennelles tenues deux fois par an à Jersey et réunissant les seigneurs et connétables des États de Jersey depuis le Moyen Âge.

## Histoire
Les Assises d'Héritage, dénommées autrefois L’Assise des Chefs Plaids d’Héritage, sont une tradition historique datant de l'époque médiévale et qui perdure dans le temps. C'est un acte politique qui témoigne de la persistance d'une tradition héritée du système féodal et relevant de la coutume de Normandie.

### Contexte
Les Assises d'Héritage furent instaurées après la reconquête du duché de Normandie par la France et la coupure entre les îles Anglo-Normandes de la Grande Terre de Normandie. Le Duc de Normandie et roi d'Angleterre s'assurait ainsi de la fidélité de ses sujets normands des îles de la Manche en les obligeant à se présenter aux séances des Assises d'Héritage, les obligeant par la même à ne point résider en permanence sur la Grande Terre de Normandie.

### Déroulement
Les Assises d'Héritage sont deux séances publiques officielles qui obligent les seigneurs et connétables de l'île de Jersey, dénommés "francs-tenants", de faire acte de présence, en faisant acte de "comparence" pour justifier leur fidélité au Duc de Normandie. Si le tenant d'un fief ne se présente pas trois fois de suite, sa propriété est confisquée au profit de la Couronne. Les deux séances se déroulent au printemps et à l'automne, en général en mai et en septembre ou octobre chaque année.
La Cour d'Héritage est présidée par le bailli de Jersey entouré de douze jurats désignés sous le terme de Juré-justicier, du lieutenant-gouverneur de Jersey du procureur du roi et du bâtonnier. L'évêque de Coutances et l'abbé du Mont-Saint-Michel sont également appelés mais leurs fiefs appartiennent à la Couronne et on répond pour eux « Sa Majesté ». Les hallebardiers montent la garde lors de ces séances. 
Le bailli appelle chacun des seigneurs formant la Suite de Cour et ceux-ci doivent prononcer la phrase Je garde le jour, c'est-à-dire demeure fidèle au Duc de Normandie.
Le bailli s'exprime obligatoirement en français pour l'introduction et la conclusion de son discours. Le corps du texte peut être rédigé et exprimé en anglais.

## Liste des seigneurs tenants d'un fief
- Le Gouverneur, l'évêque, les abbés et abbesses
- Seigneur de St Ouen
- Seigneur de Rozel
- Seigneur de Meleches
- Seigneur de Samares
- Seigneur de la Trinité
- Seigneur de St Germains
- Seigneur de Dielament
- Seigneur de St Jean la Hougue Boëte
- Seigneur des Augrès
- Seigneur du Fief Luce de Carteret
- Seigneur de la Hague
- Seigneur des Arbres
- Seigneur du Franc Fief en St Brelade
- Seigneur du Fief es Hormans
- Seigneur du Fief es Poingdestres